# پرستوی جنگلی کوچک
پرستوی جنگلی کوچک (نام علمی: Artamus minor) نام یک گونه از تیره پرستوجنگلیان است.